# 東盛あいか
東盛 あいか（ひがしもり あいか、1997年〈平成9年〉10月14日 - ）は、日本の俳優、映画監督。沖縄県与那国島出身。

## 来歴
石垣島で生まれてすぐに沖縄本島の糸満市に引っ越す。6歳で母親の地元の与那国島に行き、中学3年生まで住む。
中学時代、陸上や駅伝をやっていた。
与那国島に高校はないため、15歳で島を出て、石垣島の高校に進学する。高校でも駅伝部に入部するが、高校生活がうまくいかず、学校に行けなくなる。この頃に映画を観始めるようになり、映画制作に興味を持ち出した。
愛知県の通信制高校に編入し、高卒資格を得る。その後、京都芸術大学の映画学科俳優コースに入学。
2020年、映画『ばちらぬん』の制作を開始。
2021年、自身が監督・主演を務めた『ばちらぬん』が第43回ぴあフィルムフェスティバル・PFFアワード2021グランプリを受賞。
2024年、世界初の与那国語ラップをリリース。同年6月29日、アサー（祖父）が93歳で死去。